# Bukóvlak
Bukóvlak (búlgaro: Буко̀влък) es un pueblo de Bulgaria perteneciente al municipio de Pleven de la provincia de Pleven.
El asentamiento, que históricamente era una localidad rural, se desarrolló a partir de 1975 como un área periférica de la ciudad de Pleven mediante el asentamiento de una gran cantidad de gitanos procedentes de la provincia de Stara Zagora.
Se ubica en la periferia septentrional de la capital municipal y provincial Pleven, separado de la ciudad por la carretera E83.

## Demografía
En 2011 tenía 3620 habitantes, de los cuales el 56,68% eran gitanos y el 40,46% búlgaros.
En anteriores censos su población ha sido la siguiente:
| Gráfica de evolución demográfica de Bukóvlak entre 1934 y 2011 |
|                                                                |